# 1973年
1973年（1973 ねん）は、西暦（グレゴリオ暦）による、月曜日から始まる平年。昭和48年。
この項目では、国際的な視点に基づいた1973年について記載する。

## 他の紀年法
- 干支：癸丑（みずのと うし）
- 日本（月日は一致）
  - 昭和48年
  - 皇紀2633年
- 中華民国（月日は一致）
  - 中華民国62年
- 朝鮮民主主義人民共和国（月日は一致）
  - 主体62年
- 仏滅紀元：2515年 - 2516年
- イスラム暦：1392年11月26日 - 1393年12月6日
- ユダヤ暦：5733年4月27日 - 5734年4月6日
- Unix Time：94694400 - 126230399
- 修正ユリウス日 (MJD)：41683 - 42047
- リリウス日 (LD)：142524 - 142888

※主体暦は、朝鮮民主主義人民共和国で1997年に制定された。

## カレンダー
| 1月 |    |    |    |    |    |    |
| 日  | 月 | 火 | 水 | 木 | 金 | 土 |
|     | 1  | 2  | 3  | 4  | 5  | 6  |
| 7   | 8  | 9  | 10 | 11 | 12 | 13 |
| 14  | 15 | 16 | 17 | 18 | 19 | 20 |
| 21  | 22 | 23 | 24 | 25 | 26 | 27 |
| 28  | 29 | 30 | 31 |    |    |    |
|     |    |    |    |    |    |    |

| 2月 |    |    |    |    |    |    |
| 日  | 月 | 火 | 水 | 木 | 金 | 土 |
|     |    |    |    | 1  | 2  | 3  |
| 4   | 5  | 6  | 7  | 8  | 9  | 10 |
| 11  | 12 | 13 | 14 | 15 | 16 | 17 |
| 18  | 19 | 20 | 21 | 22 | 23 | 24 |
| 25  | 26 | 27 | 28 |    |    |    |
|     |    |    |    |    |    |    |

| 3月 |    |    |    |    |    |    |
| 日  | 月 | 火 | 水 | 木 | 金 | 土 |
|     |    |    |    | 1  | 2  | 3  |
| 4   | 5  | 6  | 7  | 8  | 9  | 10 |
| 11  | 12 | 13 | 14 | 15 | 16 | 17 |
| 18  | 19 | 20 | 21 | 22 | 23 | 24 |
| 25  | 26 | 27 | 28 | 29 | 30 | 31 |
|     |    |    |    |    |    |    |

| 4月 |    |    |    |    |    |    |
| 日  | 月 | 火 | 水 | 木 | 金 | 土 |
| 1   | 2  | 3  | 4  | 5  | 6  | 7  |
| 8   | 9  | 10 | 11 | 12 | 13 | 14 |
| 15  | 16 | 17 | 18 | 19 | 20 | 21 |
| 22  | 23 | 24 | 25 | 26 | 27 | 28 |
| 29  | 30 |    |    |    |    |    |
|     |    |    |    |    |    |    |

| 5月 |    |    |    |    |    |    |
| 日  | 月 | 火 | 水 | 木 | 金 | 土 |
|     |    | 1  | 2  | 3  | 4  | 5  |
| 6   | 7  | 8  | 9  | 10 | 11 | 12 |
| 13  | 14 | 15 | 16 | 17 | 18 | 19 |
| 20  | 21 | 22 | 23 | 24 | 25 | 26 |
| 27  | 28 | 29 | 30 | 31 |    |    |
|     |    |    |    |    |    |    |

| 6月 |    |    |    |    |    |    |
| 日  | 月 | 火 | 水 | 木 | 金 | 土 |
|     |    |    |    |    | 1  | 2  |
| 3   | 4  | 5  | 6  | 7  | 8  | 9  |
| 10  | 11 | 12 | 13 | 14 | 15 | 16 |
| 17  | 18 | 19 | 20 | 21 | 22 | 23 |
| 24  | 25 | 26 | 27 | 28 | 29 | 30 |
|     |    |    |    |    |    |    |

| 7月 |    |    |    |    |    |    |
| 日  | 月 | 火 | 水 | 木 | 金 | 土 |
| 1   | 2  | 3  | 4  | 5  | 6  | 7  |
| 8   | 9  | 10 | 11 | 12 | 13 | 14 |
| 15  | 16 | 17 | 18 | 19 | 20 | 21 |
| 22  | 23 | 24 | 25 | 26 | 27 | 28 |
| 29  | 30 | 31 |    |    |    |    |
|     |    |    |    |    |    |    |

| 8月 |    |    |    |    |    |    |
| 日  | 月 | 火 | 水 | 木 | 金 | 土 |
|     |    |    | 1  | 2  | 3  | 4  |
| 5   | 6  | 7  | 8  | 9  | 10 | 11 |
| 12  | 13 | 14 | 15 | 16 | 17 | 18 |
| 19  | 20 | 21 | 22 | 23 | 24 | 25 |
| 26  | 27 | 28 | 29 | 30 | 31 |    |
|     |    |    |    |    |    |    |

| 9月 |    |    |    |    |    |    |
| 日  | 月 | 火 | 水 | 木 | 金 | 土 |
|     |    |    |    |    |    | 1  |
| 2   | 3  | 4  | 5  | 6  | 7  | 8  |
| 9   | 10 | 11 | 12 | 13 | 14 | 15 |
| 16  | 17 | 18 | 19 | 20 | 21 | 22 |
| 23  | 24 | 25 | 26 | 27 | 28 | 29 |
| 30  |    |    |    |    |    |    |
|     |    |    |    |    |    |    |

| 10月 |    |    |    |    |    |    |
| 日   | 月 | 火 | 水 | 木 | 金 | 土 |
|      | 1  | 2  | 3  | 4  | 5  | 6  |
| 7    | 8  | 9  | 10 | 11 | 12 | 13 |
| 14   | 15 | 16 | 17 | 18 | 19 | 20 |
| 21   | 22 | 23 | 24 | 25 | 26 | 27 |
| 28   | 29 | 30 | 31 |    |    |    |
|      |    |    |    |    |    |    |

| 11月 |    |    |    |    |    |    |
| 日   | 月 | 火 | 水 | 木 | 金 | 土 |
|      |    |    |    | 1  | 2  | 3  |
| 4    | 5  | 6  | 7  | 8  | 9  | 10 |
| 11   | 12 | 13 | 14 | 15 | 16 | 17 |
| 18   | 19 | 20 | 21 | 22 | 23 | 24 |
| 25   | 26 | 27 | 28 | 29 | 30 |    |
|      |    |    |    |    |    |    |

| 12月 |    |    |    |    |    |    |
| 日   | 月 | 火 | 水 | 木 | 金 | 土 |
|      |    |    |    |    |    | 1  |
| 2    | 3  | 4  | 5  | 6  | 7  | 8  |
| 9    | 10 | 11 | 12 | 13 | 14 | 15 |
| 16   | 17 | 18 | 19 | 20 | 21 | 22 |
| 23   | 24 | 25 | 26 | 27 | 28 | 29 |
| 30   | 31 |    |    |    |    |    |
|      |    |    |    |    |    |    |

## できごと

### 1月
- 1月1日 - デンマーク、アイルランド、イギリスが欧州諸共同体に加盟[要出典]。
- 1月2日 - 東京・両国の日大講堂で行われたプロボクシング・WBA世界フライ級タイトルマッチで、王者・大場政夫が挑戦者・チャチャイ・チオノイ（タイ）を12回KOで破り5度目の防衛に成功[1]。
- 1月17日 - フィリピンのマルコス大統領によって新憲法発布、同時に戒厳令の無期限延長を発表。
- 1月22日 - 米最高裁が妊娠中絶を規制する米国内法の大部分を違憲無効とする判断を示す。（ロー対ウェイド事件）
- 1月23日 - キッシンジャーと黎徳寿、和平協定案に仮調印
- 1月25日 - 3週間前に5度目の防衛に成功したばかりのWBA世界フライ級王者、大場政夫が首都高速道路の新宿区新小川町付近で交通事故死（享年23）。現役世界王者のまま夭逝したため「永遠のチャンプ」の称号が与えられる。
- 1月27日 - ベトナム和平協定（翌28日発効）。

### 2月
- 2月14日 - 為替レート・1ドル=308円の固定相場制から、変動相場制に移行。スタートは、1ドル=277円。

### 3月
- 3月29日 - ベトナム戦争、アメリカ軍の最後の兵士が南ベトナムから撤退。

### 4月
- 4月4日 - ニューヨーク・ワールドトレードセンタービル（現：1 ワールドトレードセンター）グランドオープン。
- 4月24日 ‐ 首都圏国電暴動
- 4月29日 - ボードゲームのオセロが発売される（4月25日とする説もある）。

### 5月
- 5月14日 - スカイラブ計画として、スカイラブ1号が無人飛行で打ち上げ。

### 6月
- 6月3日 - Tu-144、パリ航空ショーにて墜落。（1973年パリ航空ショーTu-144墜落事故）

### 7月
- 7月10日 - バハマがイギリスより独立。
- 7月11日 - リオデジャネイロ発パリ行きのヴァリグ・ブラジル航空820便ボーイング707型機でパリのオルリー空港への着陸進入中火災が発生、不時着を試みたが滑走路端5キロの地点に墜落し乗員乗客135名中124名が死亡。（ヴァリグ・ブラジル航空820便墜落事故）
- 7月20日
  - 日本赤軍によるドバイ日航機ハイジャック事件発生。
  - 香港の俳優で、カンフー映画の第一人者として知られたブルース・リーが死亡。
- 7月23日 - アメリカが地球観測衛星『ランドサット1号』を打ち上げる。

### 8月
- 8月8日 - 金大中事件
- 8月23日
  - ニクソン米大統領がヘンリー・キッシンジャーを国務長官に指名。
  - ストックホルムで銀行立てこもり事件（ノルマルム広場強盗事件）が発生、犯罪被害者が犯人に過度の同情や共感をよせる現象を意味するストックホルム症候群という呼称の嚆矢となる。

### 9月
- 9月11日 - チリ・クーデター
- 9月18日 - 国連総会において東西ドイツの国際連合加盟が承認される。
- 9月21日 - 日越国交樹立。
- 9月24日 - ギニアビサウが独立宣言。

### 10月
- 10月6日 - 第四次中東戦争
- 10月10日 - スピロ・アグニューが州知事時代の収賄容疑により、ジョン・カルフーン以来史上2人目の米副大統領辞任。
- 10月14日 - タイでクーデターが発生。（血の日曜日事件）
- 10月16日 - ベトナム和平への功績が認められ、ヘンリー・キッシンジャーとレ・ドゥク・トのノーベル平和賞受賞が決定。（トは辞退する）
- 10月17日 - 第四次中東戦争でオイルショック・モノ不足・大手商社の買い占め。

### 11月
- 11月3日 - NASAがマリナー10号を水星に向けて打ち上げ。
- 11月27日 - インド、ムンバイの病院で女性看護師がレイプの被害に遭い、植物状態になる。看護師は以後41年半意識を取り戻さないまま、2015年5月18日に死去した（参照）。

### 12月
- 12月 - 2児拉致事件
- 12月20日 - バスク分離主義者が政府によって処刑されたことに対する報復として、マドリードで首相のルイス・カレロ・ブランコを暗殺（英語版）。

## スポーツ
- ボクシング
  - 1月、ジョージ・フォアマン（37戦37勝34KO）が、WBA・WBC統一ヘビー級タイトルマッチで、29戦29勝のチャンピオン、ジョー・フレージャーを2RTKOで倒し王座を獲得した。
- 競馬（アメリカ）
  - 三冠（6月9日）セクレタリアト
- 野球/大リーグ
- NBA

## 芸術・文化

### 音楽
- ミッシェル・ポルナレフ「忘れじのグローリア」「愛の伝説」
- アルバート・ハモンド「カリフォルニアの青い空」
- ローリング・ストーンズ「悲しみのアンジー」
- シカゴ「愛の絆」「君と二人で」
- T・レックス「20センチュリー・ボーイ」「イージー・アクション」「ザ・グルーバー」
- クール&ザ・ギャング「ファンキー・スタッフ」
- ジム・クロウチ「リロイ・ブラウンは悪い奴」「タイム・イン・ア・ボトル」
- マーヴィン・ゲイ「レッツ・ゲット・イット・オン」
- エルトン・ジョン「ダニエル」
- ドーン「幸せの黄色いリボン」
- ジョン・レノン「マインド・ゲームス」
- カーペンターズ「イエスタデイ・ワンス・モア」

### 映画
- アメリカン・グラフィティ
- 最後の猿の惑星（原題：BATTLE FOR THE PLANET OF THE APES）
- ジャッカルの日
- ジョニーは戦場へ行った
- スケアクロウ
- スティング
- 007 死ぬのは奴らだ LIVE AND LET DIE
- ブラザー・サン シスター・ムーン
- マクベス
- ミツバチのささやき
- 燃えよドラゴン Enter the Dragon（龍争虎闘）
- ロビン・フッド

### 文学
- ベストセラー
  - フレデリック・フォーサイス『ジャッカルの日』

## 誕生

### 1月
- 1月3日 - 金敏宰、野球選手
- 1月8日 - ショーン・ポール、歌手
- 1月8日 - マイク・キャメロン、元メジャーリーガー
- 1月10日 - ゲーリー・ラス、元プロ野球選手
- 1月12日 - オリビエ・ペリエ、騎手
- 1月14日 - ジャンカルロ・フィジケラ、F1レーサー
- 1月15日 - オーレリー・デュポン、バレエダンサー
- 1月15日 - クリストファー・カンバーランド、元プロ野球選手
- 1月20日 - ルスラン・ゴンチャロフ、フィギュアスケート選手
- 1月22日 - ロジェリオ・セニ、サッカー選手
- 1月23日 - ニコラス・ペタス、空手家
- 1月28日 - タチアナ・マリニナ、フィギュアスケート選手
- 1月30日 - イ・ソジン、俳優
- 1月30日 - 笹本優子、声優
- 1月31日 - ポーシャ・デ・ロッシ、女優

### 2月
- 2月1日 - 大本眞基子、声優
- 2月1日 - オスカル・ペレス (1973年生のサッカー選手)、サッカー選手
- 2月2日 - サエキトモ、声優
- 2月4日 - オスカー・デ・ラ・ホーヤ、プロボクサー
- 2月4日 - ドナート・カブレラ、指揮者
- 2月5日 - 鄧亜萍、元卓球選手
- 2月7日 - 園崎未恵、声優
- 2月8日 - 川島得愛、声優
- 2月9日 - 増田ゆき、声優
- 2月11日 - ヴァルグ・ヴィーケネス、ミュージシャン
- 2月11日 - チョン・ドヨン、女優
- 2月11日 - 寺田はるひ、声優
- 2月12日 - タラ・ストロング、女優、声優
- 2月12日 - 水樹洵、声優
- 2月14日 - スティーブ・マクネア、アメリカンフットボール選手（+ 2009年）
- 2月16日 - ユン・ジョンファン、サッカー選手
- 2月18日 - イリーナ・ロバチェワ、フィギュアスケート選手
- 2月18日 - クロード・マケレレ、元サッカー選手
- 2月26日 - アンダース・ビョーラー、ミュージシャン
- 2月26日 - オーレ・グンナー・スールシャール、元サッカー選手、サッカー指導者
- 2月26日 - マーシャル・フォーク、アメリカンフットボール選手
- 2月26日 - ヨナス・ビョーラー、ミュージシャン
- 2月27日 - 内ヶ﨑茂、コンサルタント

### 3月
- 3月1日 - クリス・ウェバー、元バスケットボール選手
- 3月1日 - ライアン・ピーク、ミュージシャン（ニッケルバック）
- 3月2日 - 宋志晩、野球選手
- 3月5日 - フェリペ・クレスポ、元プロ野球選手
- 3月5日 - ライアン・フランクリン、元メジャーリーガー
- 3月6日 - マイケル・フィンリー、バスケットボール選手
- 3月7日 - 竹本英史、声優
- 3月9日 - アーロン・ブーン、メジャーリーガー
- 3月9日 - クリストファー・ニコースキー、プロ野球選手
- 3月10日 - クリス・サットン、元サッカー選手
- 3月10日 - ダン・スワノ、ミュージシャン、音楽プロデューサー、レコーディング・エンジニア
- 3月13日 - エドガー・ダーヴィッツ、元サッカー選手、サッカー指導者
- 3月14日 - パット・フリューリー、元プロ野球選手
- 3月15日 - 橘U子、声優
- 3月20日 - ユーリス・ラザグリアエフ、フィギュアスケート選手
- 3月23日 - ジェイソン・キッド、バスケットボール選手
- 3月24日 - 丹下桜、声優
- 3月25日 - アンダース・フリーデン、ミュージシャン（イン・フレイムス）
- 3月25日 - ジョディ・ハーラー、野球選手
- 3月29日 - マルク・オーフェルマルス、元サッカー選手
- 3月30日 - ヤン・コレル、元サッカー選手

### 4月
- 4月2日 - マーク・クルーン、プロ野球選手
- 4月3日 - 大泉洋、俳優
- 4月4日 - ロリス・カピロッシ、オートバイレーサー
- 4月5日 - 趙成珉、元プロ野球選手（+ 2013年）
- 4月5日 - ファレル・ウィリアムス、ミュージシャン、ファッションデザイナー
- 4月8日 - ボビー・オロゴン、タレント、格闘家
- 4月9日 - グラウベ・フェイトーザ、極真空手の選手
- 4月10日 - ロベルト・カルロス、元サッカー選手、サッカー指導者
- 4月11日 - トミ・コイヴサーリ、ヘヴィメタル・ミュージシャン
- 4月12日 - クリスティアン・パヌッチ、元サッカー選手
- 4月12日 - デイモン・アレン、フィギュアスケート選手
- 4月14日 - ロベルト・アジャラ、元サッカー選手
- 4月15日 - ペドロ・ラソ、野球選手
- 4月18日 - ハイレ・ゲブレセラシェ、陸上選手
- 4月21日 - 小西克幸、声優
- 4月24日 - カルロス・ミラバル、元プロ野球選手
- 4月23日 - 設楽統、お笑いタレント
- 4月28日 - ラファエル・オレラーノ、元プロ野球選手

### 5月
- 5月1日 - 吉田直樹、ゲームクリエイター
- 5月3日 - ルイス・ミゲル・ロドリゲス、元野球選手
- 5月6日 - マイク・キンケード、元プロ野球選手
- 5月8日 - 荒川弘、漫画家
- 5月8日 - 張智成、歌手
- 5月10日 - ジェーン・スー、作詞家、コラムニスト
- 5月10日 - リュシュテュ・レチベル、元サッカー選手
- 5月16日 - 鳥海浩輔、声優
- 5月19日 - ダリオ・フランキッティ、レーシングドライバー
- 5月22日 - フリアン・タバレス、元メジャーリーガー
- 5月22日 - ブレンダン・キングマン、野球選手
- 5月23日 - エンペラー・マグス・カリグラ、ミュージシャン
- 5月24日 - バートロ・コローン、元メジャーリーガー
- 5月24日 - ラモン・オルティズ、元プロ野球選手
- 5月26日 - クリス・レイサム、元プロ野球選手
- 5月29日 - 金田朋子、声優

### 6月
- 6月4日 - デビッド・ランドクィスト、元プロ野球選手
- 6月4日 - 平川大輔、声優
- 6月7日 - ソン・ユナ、女優
- 6月12日 - 斎賀みつき、声優
- 6月18日 - かかずゆみ、声優
- 6月22日 - 関裕通、政治家
- 6月24日 - ケビン・ホッジス、元プロ野球選手
- 6月24日 - トッド・ベッツ、元プロ野球選手
- 6月25日 - 鄭世真、KBSアナウンサー
- 6月27日 - オルヴェ・エイケモ、ミュージシャン
- 6月27日 - 吉田敬、お笑いタレント（ブラックマヨネーズ）
- 6月28日 - フロスト、ミュージシャン
- 6月29日 - 朴賛浩、元プロ野球選手
- 6月29日 - ペドロ・バルデス、元プロ野球選手
- 6月30日 - フランク・ロスト、元サッカー選手

### 7月
- 7月4日 - アンジェリカ・クリロワ、フィギュアスケート選手
- 7月5日 - 小杉竜一、お笑いタレント（ブラックマヨネーズ）
- 7月9日 - 今村直樹、声優
- 7月10日 - みずしな孝之、漫画家
- 7月12日 - エレーナ・レオノワ、フィギュアスケート選手
- 7月12日 - クリスティアン・ヴィエリ、元サッカー選手
- 7月14日 - 平野耕太、漫画家
- 7月19日 - アイウトン・ゴンサウヴェス・ダ・シウヴァ、サッカー選手
- 7月20日 - ヴェサ・ランタ、音楽家、写真家、グラフィックデザイナー
- 7月21日 - ブライアン・ブキャナン、元プロ野球選手
- 7月21日 - マンディ・ベッツェル、フィギュアスケート選手
- 7月22日 - マイク・スウィーニー、メジャーリーガー
- 7月23日 - ノマー・ガルシアパーラ、元メジャーリーガー
- 7月23日 - モニカ・ルインスキー、実業家
- 7月24日 - フェリックス・ペルドモ、元プロ野球選手
- 7月25日 - ギレルモ・モタ、メジャーリーガー
- 7月25日 - ケヴィン・フィリップス、サッカー選手
- 7月25日 - ケニー・ロバーツ・ジュニア、オートバイレーサー
- 7月25日 - ドミトリー・ドミトレンコ、フィギュアスケート選手

### 8月
- 8月2日 - 友近、タレント
- 8月9日 - フィリッポ・インザーギ、元サッカー選手
- 8月10日 - ハビエル・サネッティ、サッカー選手
- 8月14日 - オーガスティン・オコチャ、元サッカー選手
- 8月14日 - ハレド・ボルヘッティ、サッカー選手
- 8月19日 - マルコ・マテラッツィ、サッカー選手
- 8月22日 - ハウィー・D.（英語版）、歌手（バックストリート・ボーイズ）
- 8月24日 - アルキメデス・ポゾ、元プロ野球選手
- 8月31日 - 水森かおり、演歌歌手

### 9月
- 9月6日 - カルロ・クディチーニ、サッカー選手
- 9月8日 - ボブ・ウォルコット、元プロ野球選手
- 9月11日 - トム・デイビー、プロ野球選手
- 9月12日 - ポール・ウォーカー、俳優（+ 2013年）
- 9月13日 - クリスティーン・アーロン、陸上選手
- 9月13日 - 陳連宏、野球選手
- 9月13日 - ファビオ・カンナヴァーロ、元サッカー選手
- 9月13日 - フィリップ・デュレボーン、フィギュアスケート選手
- 9月14日 - アンドリュー・リンカーン、俳優
- 9月14日 - 金鍾国、野球選手
- 9月14日 - ナズ、ラッパー
- 9月15日 - 藤谷美紀、女優
- 9月21日 - オスワルド・サンチェス、サッカー選手
- 9月22日 - 趙宏博、フィギュアスケート選手
- 9月22日 - ボブ・サップ、格闘家
- 9月23日 - レネ・ローゼ、フィギュアスケート選手
- 9月27日 - クリストファー・ゼッターストランド、画家

### 10月
- 10月2日 - スコット・ショーエンワイス、元メジャーリーガー
- 10月5日 - 陳文賓、元プロ野球選手
- 10月5日 - ルイス・ロペス、元プロ野球選手
- 10月7日 - サミ・ヒーピア、元サッカー選手、サッカー指導者
- 10月7日 - ネウソン・デ・ジェズス・シウヴァ、サッカー選手
- 10月11日 - 金城武、俳優
- 10月11日 - 阪口大助、声優
- 10月13日 - 天神英貴、声優
- 10月13日 - マット・ヒューズ、元総合格闘家
- 10月18日 - ジョン・ボルドウィン、フィギュアスケート選手
- 10月21日 - ブライアン・コーリー、メジャーリーガー
- 10月21日 - レーラ・アウエルバッハ、作曲家、ピアニスト、作家
- 10月22日 - イチロー、元プロ野球選手
- 10月25日 - 小笠原道大、元プロ野球選手
- 10月26日 - 鷲崎健、ラジオパーソナリティ
- 10月27日 - ジェーソン・ジョンソン、メジャーリーガー
- 10月27日 - セミー・シュルト、K-1選手

- 10月29日 - ロベール・ピレス、元サッカー選手
- 10月30日 - アダム・コープランド、WWEのプロレスラー
- 10月30日 - シルビア・コルソ、ニュースキャスター

### 11月
- 11月3日 - サントス・ヘルナンデス、元マイナーリーガー
- 11月3日 - ミック・トムソン、ギタリスト（スリップノット）
- 11月5日 - ジョニー・デイモン、元メジャーリーガー
- 11月6日 - 宍戸留美、声優
- 11月7日 - 戸次重幸、俳優
- 11月7日 - マルティン・パレルモ、サッカー選手
- 11月8日 - 磯崎亜紀子、元女優
- 11月8日 - エドガルド・アルフォンゾ、元メジャーリーガー
- 11月10日 - マルコ・ロドリゲス、サッカー審判
- 11月12日 - ラダ・ミッチェル、女優
- 11月14日 - ルーベン・リベラ、元メジャーリーガー
- 11月17日 - アレクセイ・ウルマノフ、フィギュアスケート選手
- 11月22日 - 狩俣倫太郎、琉球放送アナウンサー
- 11月24日 - 岩田まこ都、フリーアナウンサー
- 11月25日 - オクタビオ・ドーテル、元メジャーリーガー
- 11月26日 - ジョン・ジマーマン、フィギュアスケート選手
- 11月26日 - 高木礼子、声優
- 11月27日 - ジェイソン・ベバリン、元プロ野球選手
- 11月27日 - トゥイスタ、ヒップホップMC
- 11月28日 - 上平真二、ボートレーサー
- 11月29日 - ライアン・ギグス、サッカー選手
- 11月30日 - 澤田博幸、声優

### 12月
- 12月1日 - 中川亜紀子、声優
- 12月2日 - サイモン・ケリー猪木、新日本プロレス元社長
- 12月3日 - 前原一輝、俳優
- 12月4日 - フェリー・コーステン、DJ
- 12月4日 - 田村淳、お笑いタレント（ロンドンブーツ1号2号）
- 12月7日 - 藤本たかひろ、声優
- 12月8日 - 安田顕、俳優
- 12月8日 - 稲垣吾郎、俳優
- 12月8日 - コリィ・テイラー、ヴォーカル（スリップノット、ストーン・サワー）
- 12月9日 - トニー・バティスタ、メジャーリーガー
- 12月11日 - アンディ・トレーシー、元プロ野球選手
- 12月15日 - スルヤ・ボナリー、フィギュアスケート選手
- 12月17日 - フレディ・エレーラ、元野球選手
- 12月17日 - ポーラ・ラドクリフ、マラソン選手
- 12月18日 - イリヤ・アベルブフ、フィギュアスケート選手
- 12月26日 - 中川里江、声優
- 12月27日 - ベルト・アッペルモント、作曲家
- 12月29日 - トマス・ペレス、元メジャーリーガー
- 12月31日 - カイ・ハフト、ヘヴィメタル・ミュージシャン

## ノーベル賞
- 物理学賞 - 江崎玲於奈（日本）、アイヴァー・ジェーバー（アメリカ）、ブライアン・ジョセフソン（イギリス）
- 化学賞 - エルンスト・フィッシャー（ドイツ）、ジェフリー・ウィルキンソン（イギリス）
- 生理学・医学賞 - カール・フォン・フリッシュ（ドイツ）、コンラート・ローレンツ（オーストリア）、ニコ・ティンバーゲン（イギリス）
- 文学賞 - パトリック・ホワイト（オーストラリア）
- 平和賞 - ヘンリー・キッシンジャー（アメリカ）、レ・ドゥク・ト（ベトナム）
- 経済学賞 - ワシリー・レオンチェフ（アメリカ）